# Six4one

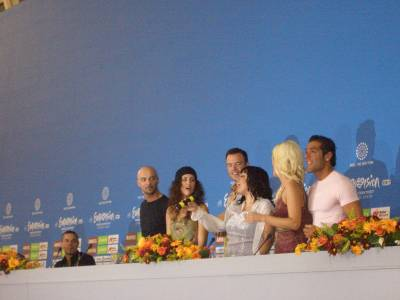
Six4one vid en presskonferens 2006

Six4one är en musikgrupp som bildades vid en casting i november 2005 för att representera Schweiz i Eurovision Song Contest 2006. Deras låt If We All Give a Little skrevs och producerades av Ralph Siegel och Bernd Meinunger.
Gruppen bestod av sex medlemmar från olika länder; Andreas Lundstedt från Sverige, Tinka Milinovic från Bosnien-Hercegovina, Claudia D'Addio från Schweiz, Keith Camilleri från Malta, Marco Matias från Tyskland (född i Portugal) och Liel Kolet från Israel.
Vid Eurovisionfinalen lottades gruppen att starta som nummer ett och var en av de stora förhandsfavoriterna till att vinna tävlingen. Efter omröstningen hade de fått 30 poäng och slutade på sjuttondeplats. De belönades med en tolvpoängare från Malta, men fick inga poäng från Sverige.
De gav även ut ett album med titeln If We All Give a Little, vilket som högst låg på plats 86 på den Schweiziska albumlistan.